# Urogramma minuta
Urogramma minuta är en stekelart som beskrevs av Girault 1920. Urogramma minuta ingår i släktet Urogramma och familjen hårstrimsteklar. Inga underarter finns listade i Catalogue of Life.